# Économie du tourisme
L’économie du tourisme étudie les aspects économiques du tourisme (sur l'emploi, sur la balance des paiements, etc.)
On utilise le néologisme d'« économie présentielle » pour décrire la partie de l'économie géographique qui étudie l'influence locale du tourisme.

## Description
Le tourisme affecte l’économie des pays d’accueil, car il engendre des revenus dans ceux-ci. Alors, il faut tenir compte de plusieurs facteurs pour être en mesure de calculer l’impact économique du secteur touristique.
Le premier facteur permet de voir l’impact global du secteur touristique dans l’économie des pays. Il consiste à étudier l’effet du tourisme dans le PIB (produit intérieur brut) des pays. Ainsi, si le secteur touristique permet l’augmentation du PIB du pays, on peut dire qu’il affecte positivement l’économie.
Le deuxième facteur est le réel pourcentage des revenus du secteur touristique qui reste dans les pays. Ce facteur permet d’observer la distribution des gains. Cette distribution s’explique par le fait qu’une partie du travail est effectuée à l’extérieur des pays. Par exemple, les voyageurs s’adressent à des agences de voyages qui sont situées dans leur pays de résidence et non dans le pays d’accueil. Ainsi, en analysant le pourcentage des revenus qui restent dans les pays d’accueil, il est possible d’observer si le partage est équitable et si le secteur touristique est réellement favorable pour le pays.
Le troisième facteur est le coût de la vie qui est lié au quatrième facteur qui est le revenu des individus par tête. L’étude des deux facteurs permet de déterminer le véritable pouvoir d’achat des locaux. Le lien de ce calcul avec l’impact économique du secteur touristique est le fait que le tourisme engendre une hausse des prix dans les pays d’accueil. Alors, s’il contribue à augmenter le salaire de la population pour qu’il soit égal ou supérieur au coût de la vie, il affecte positivement l’économie locale. Néanmoins, si les locaux se retrouvent avec un salaire inférieur au coût de la vie, le tourisme est alors défavorable pour l’économie locale. Ainsi, en observant le lien entre le coût de la vie et les revenus des individus il est possible de déterminer si le tourisme est bénéfique économiquement.
En bref, en calculant ces quatre facteurs on est en mesure de déterminer quel impact le tourisme occasionne dans les pays d’accueil.

## Dans le monde

### En France
En France, elle représente 900 000 emplois salariés.
L'économiste et professeur Jean-Louis Caccomo est un spécialiste de cette discipline économique.